# Bătălia de pe râul Scheldt
Bătălia de pe Scheldt / Escaut  a fost o serie de acțiuni militare întreprinse de Armata I canadiană, în rândul căreia luptau în afară de canadieni și formațiuni britanice și poloneze, pentru transformarea portului Antwerp într-un punct de reaprovizionare pentru trupele aliate din nord-vestul Europei. Trupele aliate conduse de Guy Simonds au dus lupte în nordul Belgiei și sud-vestul Olandei în perioada 2 octombrie – o noiembrie 1944.
Pe frontul de vest situația de pe front a impus curățarea ambelor maluri ale estuarului râului Scheldt / Escaut pentru ca să permită folosirea portului Antwerp de vasele de aprovizionare aliate, ceea ce ar fi ușurat povara transportului pe distanțe de sute de kilometri a proviziilor din Normandia spre frontul din fața Liniei Siegfried.
După ce forțele aliate reușiseră să debarce în Normandia în ziua Z (6 iunie 1944), Armata a 2-a britanică luptase neîncetat până în Țările de Jos și cuceriseră orașele Bruxelles (3–4 septembrie) și Antwerp. În ultimul caz fusese cucerit și portul în stare de funcționare. Dar aliații au intrat într-un impas, de vreme ce britanicii controlau portul iar germanii estuarul râului Scheldt.
Aliații au depus eforturi minime în luna septembrie pentru deblocarea traficului din portul Antwerp, cea mai mare parte a resurselor lor fiind alocate Operațiunii Market Garden declanșate pe 17 septembrie. În tot acest timp, germanii au avut timp să organizeze poziții defensive puternice pe direcțiile de atac cele mai probabile. Primele atacuri împotriva pozițiilor germane au avut loc pe 13 septembrie.
La începutul lunii octombrie, după eșecul Operațiunii Maket Garden în cursul căreia aliații au suferit pierderi grele, Armata I canadiană a început acțiunea pentru deblocarea portului Antwerp. Militarii Wehrmachtului avuseseră suficient timp pentru organizarea unor poziții defensive eficiente și au reușit să întârzie înaintarea aliaților, inclusiv prin măsuri precum inundarea terenurilor joase din estuar. Pierderile canadienilor în timpul luptelor de pe râul Scheldt, la care o contribuție importantă au avut-o greutățile create de terenul mlăștinos  au dus în țară la izbucnirea unei crize a mobilizărilor pe front în 1944. 
După cinci săptămâni de lupte grele, în timpul cărora au fost organizate mai multe atacuri amfibii, Armata I canadiană – în rândul căreia fuseseră încadrate și subunități din alte țări, în principal britanice – a reușit în cele din urmă să curețe estuarul Scheldt. Întreaga zonă, inclusiv apele estuarului, fusese minată, iar germanii și-au protejat căile de retragere cu ajutorul artileriei și a lunetiștilor. 

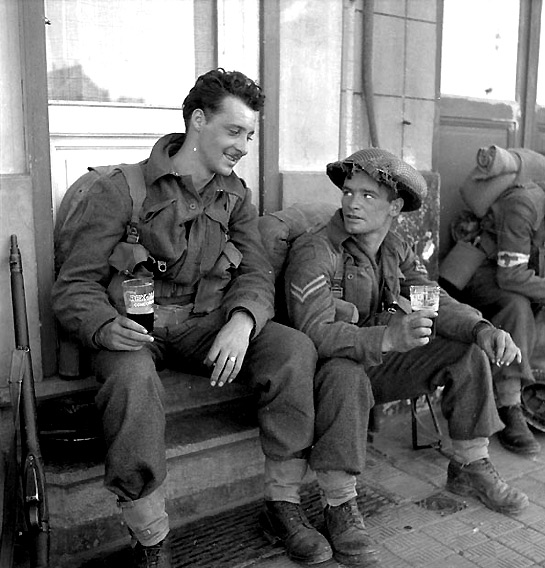
Soldați ai Regimentului Regal Canadian odihnindu-se în Blankenberge, septembrie 1944

Aliații au reușit să curețe zonele adiacente portului de elementele germane pe 8 noiembrie. În timpul luptelor aliații pierduseră 12.873 de soldați morți, răniți sau dispăruți în acțiune, dintre aceștia 50 % fiind canadieni.
După ce elementele germane nu au mai reprezentat o amenințare pentru aliați, acestora din urmă le-a mai trebuit trei săptămâni să demineze apele estuarului, după care primul convoi de nave avea să fie descărcat la Antwerp (29 noiembrie).

## Planul

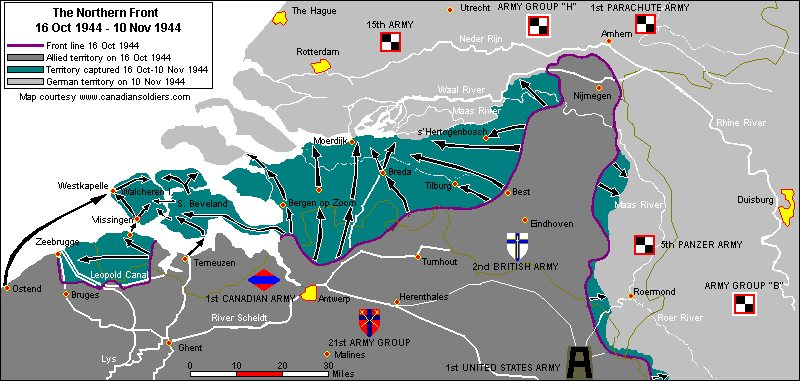
Frontul de nord

În zilele de 12-13 septembrie 1944, Armata I canadiană, aflată sub comanda temporară a generalului Guy Simonds, a primit sarcina curățării estuarului Scheldt, după ce efectuase operațiuni asemănătoare de curățare a porturilor Canalului Mânecii, în principal celor din Boulogne-sur-Mer, Calais și Dunkerque. Montgomery considera că importanța portului Antwerp era chiar mai mare decât cea a Dunkerque. Pentru executarea operațiunii erau disponibile în acel moment Corpul I britanic și Corpul II canadian, la care fuseseră atașate Divizia I blindată poloneză și Diviziile a 49-a și 52-a de infanterie. Montgomery a promis sprijinul aerian al Bomber Command și, suplimentar, al USAAF 8th Air Force. Divizia a 51-a de infanterie urma să transfere unitățile sale de transport pentru sprijinirea canadienilor. Cum eliberarea portul Dunkerque nu mai era o prioritate, militarii Diviziei a 2-a de infanterie canadiană a devenit disponibilă pentru noua misiune. 
Planul deschiderii estuarului Scheldt implica organizarea a patru operațiuni principale, care trebuiau să se desfășoare în condiții de teren dificile. 
- Prima era curățarea zonei de la nord de orașul Antwerp și asigurarea accesului sigur spre Zuid-Beveland.
- A doua era curățarea Pungii Breskens de al nord de Canalul Leopold („Operațiunean Switchback”).
- A treia viza cucerirea provinciei Zuid-Beveland („Operațiunea Vitality”).
- Faza finală era reprezentată de cucerirea insulei Walcheren („Operațiunea Infatuate”), care fusese transformată de germani într-o fortificație foarte puternică. Ca parte a Zidului Atlanticului, insula Walcheren era considerată „cea mai puternică concentrație defensivă pe care naziștii o construiseră vreodată”.[6]

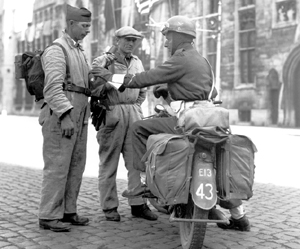
Polițiști militari canadieni stând de vorbă cu membri ai rezistenței belgine în Bruges, septembrie 1944.

Pe 21 septembrie, Divizia a 4-a blindate canadiană s-a deplasat spre nord de-a lungul canalului Gent-Terneuzen, având ca sarcină curățarea de elementele germane a malului de sud a Scheldtului în regiunea orașului olandez Breskens – așa numita „Pungă Breskens”. Divizia I blindate poloneză a avansat spre frontiera olandezo-belgiană spre est și spre zona de mare importanță de la nord de Antwerp.
Divizia a 4-a blindate canadiană a înaintat de la capul de pod de pe Canalul Gent de la Moerbrugge până au întâlnit dubla linie defensivă formată din canalele Leopold și Schipdonk. Canadienii au organizat în apropierea localității Moerkerke, au traversat canalele și au stabilit un cap de pod, dar au fost obligați în cele din urmă să se retragă cu mari pierderi după ce germanii au organizat atacuri puternice. 
Divizia I blindată poloneză a reușit să obțină un succes mai important în răsărit și a înaintat spre nord-est din Gent. Divizia a înaintat spre zona litorală în ciuda terenului care nu era propice manevrelor cu blindate și a rezistenței puternice a germanilor. Până pe 20 septembrie, au fost cucerit orașul Terneuzen, iar malul sudic al Scheldtului a fost eliberat pe direcția orașului Antwerp.
În acel moment a devenit evident pentru Simonds că orice victorie obținută pe malurile estuarului avea să fie obținută cu mari jertfe deoarece punga Breskens, care se întindea pe țărm de la Zeebrugge până la golful Braakman, iar în interiorul teritoriului până la canalul Leopold, era puternic apărată de inamic.

## Operațiunile militare
La 2 octombrie Divizia a 2 canadiană și-a început înaintarea spre nord din Antwerp. Au fost date lupte grele în 6 octombrie pentru cucerirea satului Woensdrecht, obiectivul primei faze a operațiunilor. Germanii, care primiseră între timp întăriri, s-au organizat pentru rezistența din această regiune, de unde se putea controla accesul spre Zuid-Beveland și insula Walcheren.
Canadienii au suferit pierderi grele în timpul atacurilor în câmp deschis, în zonele inundate. Ploile de toamnă, capcanele explozive și minele antipersonal au făcut ca înaintarea să fie foarte dificilă. În ziua de 13 octombrie, în ceea ce ava să fie numită „vinerea neagră”, Regimentul „Black Watch” al Diviziei a 5-a de infanterie canadiană a fost practic anihilat în timpul unui atac eșuat. Atacul avea să fie reluat de regimentul de infanterie scoțiană „Calgary”, de data aceasta cu mai mult succes. Canadienii au reușit să cucerească stația de cale ferată Korteven, la doi kilometri nord-est de Woensdrecht. Alte lupte grele au avut loc la Woensdrech, dar pe 16 octombrie, această localitate avea să fie cucerită, întrerupând legătura terestră dintre Zuid-Beveland și Walcheren. În cele din urmă, se poate afirma că, în ciuda pierderilor foarte grele, canadienii și-au atins obiectivele ordonate în prima fază. 

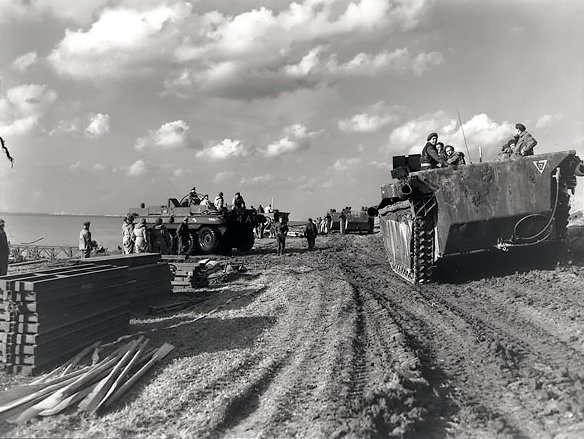
Coloane de vehicule de debarcare șenilate „Alligator” depășind transportoarele amfibii pe pneuri „Terrapin” pe malul râului Scheldt în octombrie 1944.

Acesta a fost momentul în care feldmareșalul Bernard Montgomery a sesizat situația favorabilă de pe front și a transformat deschiderea traficului prin estuarul Scheldt în prioritatea numărul 1 a Grupului de armate al 21-lea. Pentru aceasta, Armata a 2-a britanică a atacat spre vest, pentru curățarea Olandei la sud de elementele inamice la sud de râul Meuse, împiedicând orice contraatac german pentru sprijinirea defensivei din estuar. 
Între timp, Simonds și-a concentrat forțele în istmul peninsulei Zuid-Beveland. Divizia a 4-a blindate canadiene s-a mutat la nord de Canalul Leopold și a cucerit Bergen op Zoom. Pe 24 octombrie, blindatele aliate au înaintat din zona îngustă a peninsulei, asigurând securitatea Diviziei a 2-a canadiene, care nu mai era amenințată astfel cu izolarea de către contraatacurile germane. În continuare, canadienii au înaintat spre vest spre insula Walcheren.

### Operațiunea Switchback
A doua operațiune importantă a debutat cu luptele grele pentru eliminarea pungii Breskens. Aici, Divizia a 3-a canadiană de infanterie a trebuit să înfrângă rezistența puternică a germanilor, care se opuneau încercării aliaților de traversare a Canalului Leopold.
Dificultatea traversării canalului fusese deja demonstrată de eșecul tentativei Diviziei a 4-a blindate canadiene de la Moerbrugge. Defensiva germană era foarte puternică, sprijinindu-se pe fortificații pregătite din timp și pe inundarea teritoriului dintre canalele Leopold și Schipdonk. 
Aliații au decis că cel mai potrivit loc pentru declanșarea unui atac era la est de locul în care cele două canale se despărțeau. Aceasta era o fâșie îngustă de pământ ferm de formă triunghiulară cu baza de numai câteva sute de metri lățime de-a lungul drumului rutier Maldegem-Aardenburg și cu vârful la cam 5 km, lângă satul Moershoofd.

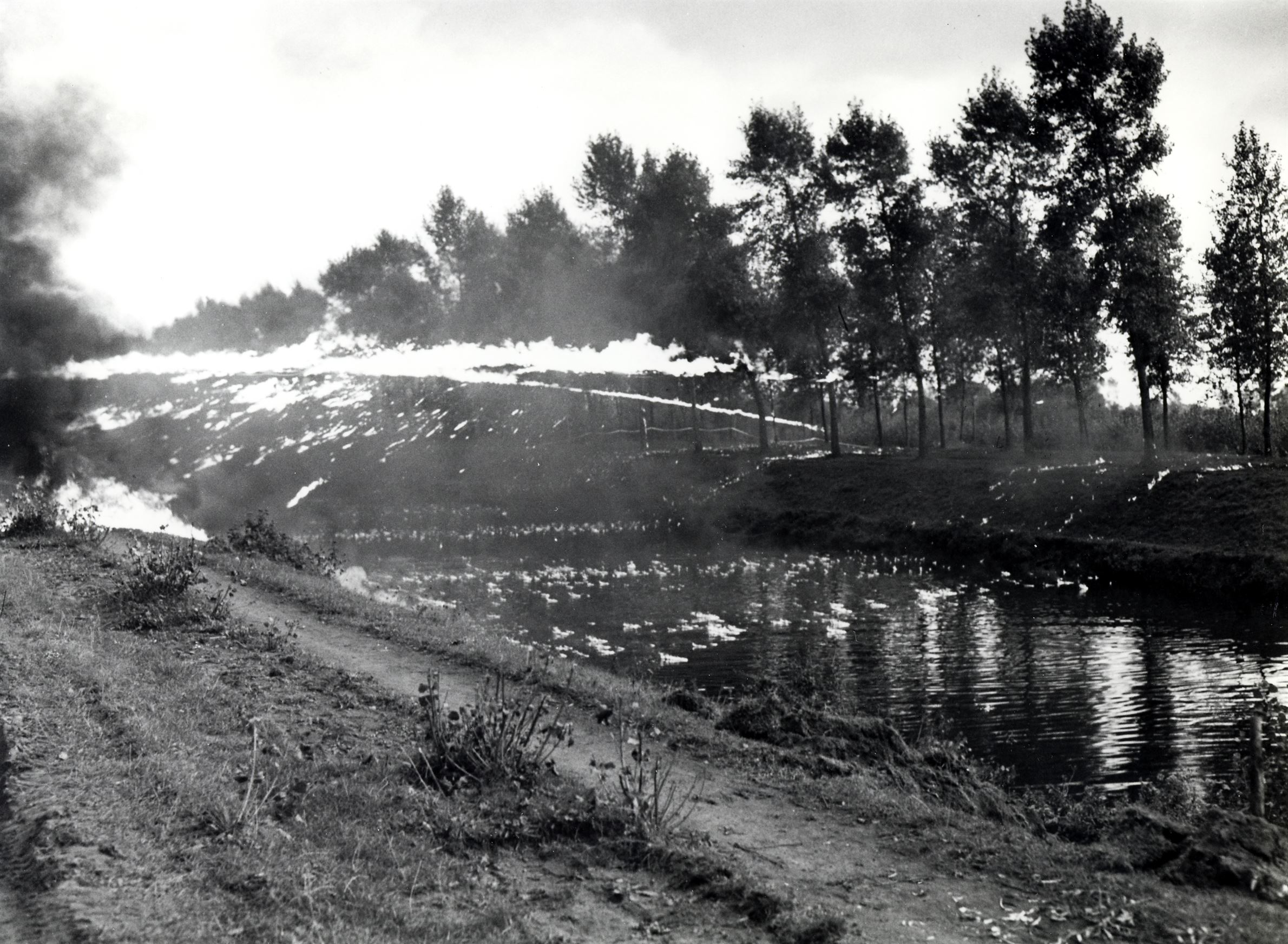
Militari ai Diviziei a 4-a blindate canadiene demonstrând utilizarea aruncătoarelor de flăcări peste un canal la Maldegem în octombrie 1944.

A fost organizat un asalt pe două coloane. Brigada a 7-a a Diviziei a 7-a canadiene a declanșat atacul inițial peste Canalul Leopold, în timp ce Brigada a 9-a a organizat un atac amfibiu pe flancul nordic al pungii. Atacul celor două coloane a început pe 6 octombrie, fiind sprijinit de bombardamente puternice de artilerie și mașini blindate „Wasp” echipate cu aruncătoare de flăcări. Mașinile blindate au lansat baraje de flăcării peste Canalul Leopold pentru acoperirea traversării canalului cu bărcile gonflabile de către militarii Brigăzii a 7-a. Canadienii au reușit să cucerească două poziții foarte vulnerabile pe celălalt mal. După ce și-au revenit din șocul atacului aruncătoarelor de flăcări, germanii a contraatacat, dar nu au reușit să distrugă cele două capete de pod fragile. Pe 9 octombrie, militarii canadieni din cele două capete de pod au reușit să le extindă și să facă joncțiunea iar, în dimineața zilei de 12 octombrie, a fost cucerită o porțiune din șoseaua Aardenburg. 

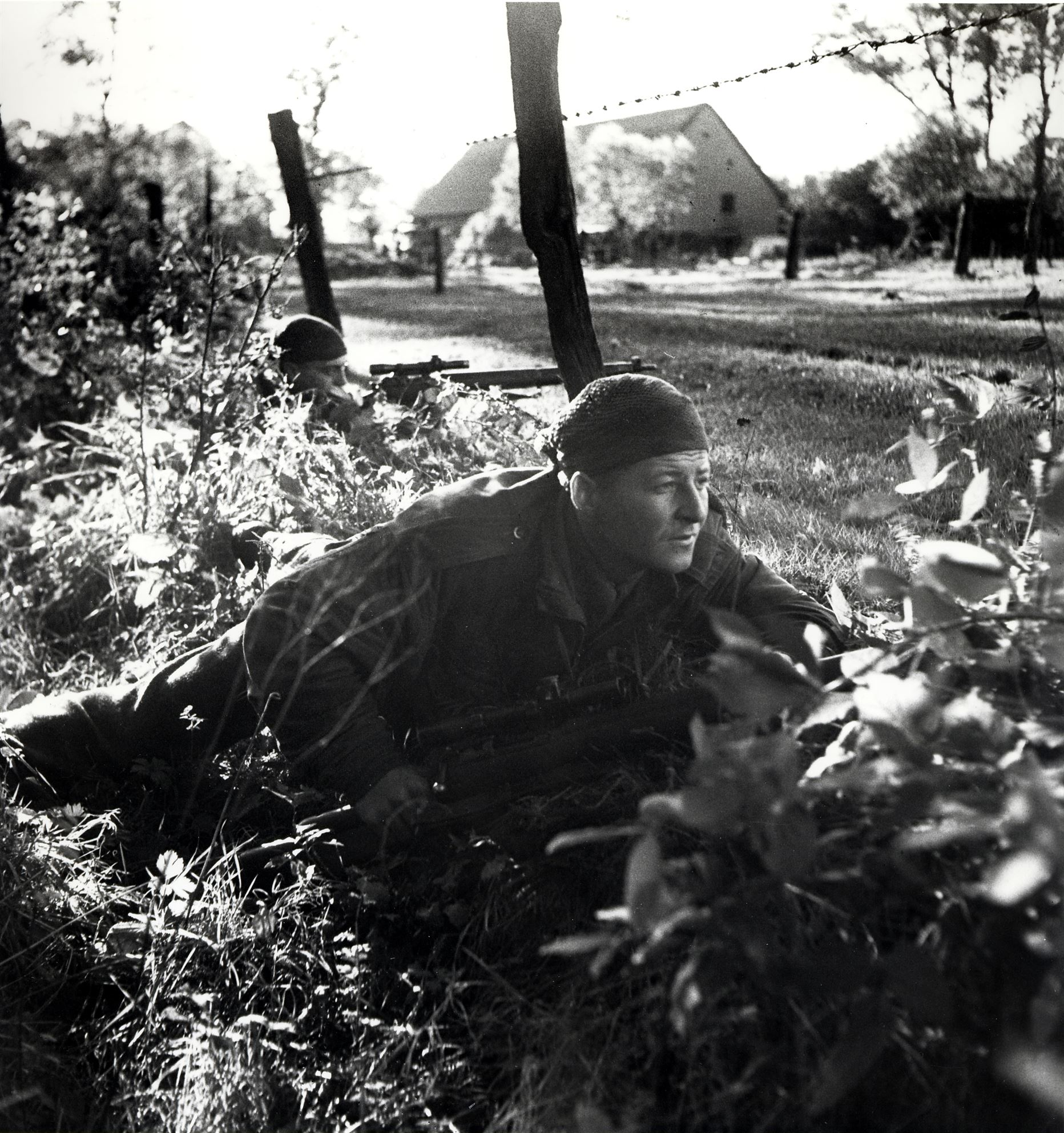
Corporalul Kormendy, din cadrul plutonului de cercetare și trăgători de elită a regimentului „Calgary” în misiune lângă Kapellen în octombrie 1944

Brigada a 9-a canadiană a organizat o operațiune amfibie cu militarii îmbarcați pe transportoare pe pneuri „Terrapin” și vehicule de debarcare șenilate „Buffalo”, conduse de geniștii Regimentului al 5-lea de asalt britanic. Planul operațiunii prevedea traversarea golfului Braakman și debarcarea în apropiere de satul Hoofdplaat, în spatele pungii inamice. Aceasta ar fi pus presiune asupra germanilor pe două direcții simultan. În ciuda manevrării dificile a vehiculelor prin canale și a unei întârzieri de 24 de ore, operațiunea aliată i-a luat pe germani prin surprindere, iar canadienii au cucerit un cap de pod. Și în acest caz, germanii și-au revenit din șocul primului atac și au organizat contraatacuri violente. Totuși, canadienii au rezistat și i-au împins constant înapoi pe germani. Brigada a 10-a de infanterie canadiană din cadrul Diviziei a 4-a blindate a traversat Canalul Leopold și a înaintat spre polderul Isabella. Brigada a 8-a din cadrul Diviziei a 3-a de infanterie canadiană a primit ordinul să înainteze spre sud de pe litoral, din partea de sud a pungii. În acest fel a fost deschisă o rută terestră de aprovizionare a forțelor aliate. 
Militarii Diviziei a 3-a au desfășurat acțiunii adiționale de curățare a elementelor germane din orașele Breskens, Oostburg, Zuidzande și Cadzand și din fortul „Frederik Hendrik” de pe litoral. Operațiunea „Switchback” s-a terminat pe 3 noiembrie, după ce Armata I canadiană a eliberat orașele belgiene Knokke și Zeebrugge, eliminând ultimele forțe germane de la sud de Scheldt.

### Operațiunea Vitality
A treia operațiune importantă a fost declanșată pe 24 octombrie, când Divizia a 2-a de infanterie canadiană a început înaintarea spre sudul peninsulei Zuid-Beveland. Canadienii au sperat să reușească o înaintare rapidă, cu depășirea liniilor germane și cucerirea unor capete de pod peste canalul Beveland, dar acțiunea lor a fost încetinită de mine, noroi și rezistența puternică a inamicului. 
Britanicii din Divizia a 52-a britanică au executat o traversare amfibie a Scheldt Occidental ca să ajungă în spatele liniilor germane de pe Canalul Beveland. Prin această mișcare, puternicele poziții defensive germane au fost ocolite, iar Brigada a 6-a de infanterie canadiană a avut posibilitatea declanșării unui atac frontal după traversarea canalului cu bărci de asalt. Geniștii au reușit la rândul lor să construiască rapid un pod peste canal. După spargerea frontului de pe canal, întreaga apărare germană s-a prăbușit, iar peninsula Zuid-Beveland a fost curățată. A treia fază a bătăliei de pe râul Scheldt / Escaut s-a încheiat.

### Operațiunea Infatuate: Cucerirea insulei Walcheren

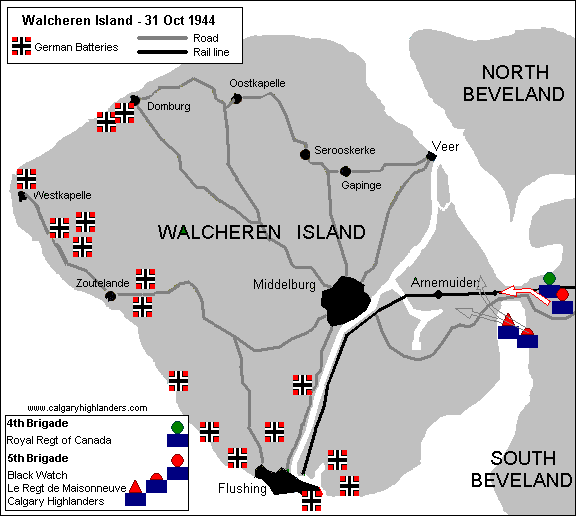
Harta amplasării trupelor pe Insula Walcheren

Infanteria marină debarcând lângă Vlissingen pentru finalizarea ocupării insulei Walcheren pe 1 noiembrie 1944

La începerea celei de-a patra faze a bătăliei, doar Insula Walcheren de la vărsarea Scheldtului se mai afla sub controlul german. Apărarea germană era extrem de puternică: baterii de coastă puternice pe malurile de sud și vest apărau atât insula cât și estuarul, iar litoralul fusese fortificat corespunzător împotriva asalturilor amfibii. În plus, în jurul orașului Vlissingen fusese construit un perimetru defensiv, care asigura apărarea instalațiilor portuare în cazul în care aliații ar fi reușit să debarce la Walcheren. Singura cale de acces posibilă era Sloedam, un dig rutier îngust, echivalentul al unui drum cu două benzi de circulație. Pentru ca situația să fie și mai dificilă, câmpiile care mărgineau acest drum erau saturate cu apă sărată – suficient de multă pentru ca să împiedice înaintarea infanteriei, dar insuficient de multă pentru ca să permită folosirea bărcilor de asalt. 
Pentru distrugerea liniilor de apărare germane, digurile insulei au fost bombardate de avioanele RAF în mai multe rânduri. Au fost executate raiduri în 3 octombrie la Westkapelle (având ca rezultat printre altele uciderea a 180 de civili), în 7 octombrie la vest și est de Vlissingen și în 11 octombrie la Veere. Distrugerea digurilor a dus la inundarea părții centrale a insulei, forțându-i pe germani să se retragă în zonele mai înalte în jurul și în localitățile regiunii, permițând în schimb militarilor aliați să folosească vehicule amfibii. Bombardamentele, care fuseseră aprobate la cel mai înalt nivel, au fost precedate de răspândirea din avioane a unor fluturași pentru prevenirea populației locale. Digul Westkapelle a fost atacat de 240 de bombardiere grele. Raidul a provocat o spărtură mare, iar atacurile asupra altor diguri au fost executate pentru ca germanii să nu poată controla inundația. Bombardamentele executate asupra pozițiilor defensive germane au fost limitate de vizibilitatea redusă și de incapacitatea de separare corectă a țintelor militare de cele civile.
Insula a fost atacată pe trei direcții – peste Sloedam dispre est, peste cursul Scheldt dinspre sud și dinspre vest, de pe mare.
Divizia a 2-a de infanterie canadiană a atacat digul rutier pe 31 octombrie. După ce primele două atacuri au fost respinse, atacul de pe 1 noiembrie a dus la câștigarea unui avanpost nesigur. A urmat o zi de lupte, dar aliații au reușit să păstreze controlul asupra poziției cucerite. Pe 2 noiembrie, poziția a fost preluată de soldații Diviziei a 52-a de infanterie care, împreună cu militarii debarcați pe litoral, au continuat înaintare.
Debarcările amfibii au fost executate în două valuri pe 1 noiembrie. Operațiunea „Infatuate I” a fost executată în principal de infanteriștii Brigăzii a 155-a, care au fost transportați cu vasele de debarcare de mici dimensiuni plecate din Breskens până pe plaja cu numele de cod „Uncle” la sud-est de Vlissingen. În zilele care au urmat debarcării, militarii aliați au dus lupte grele de stradă cu apărătorii germani. 

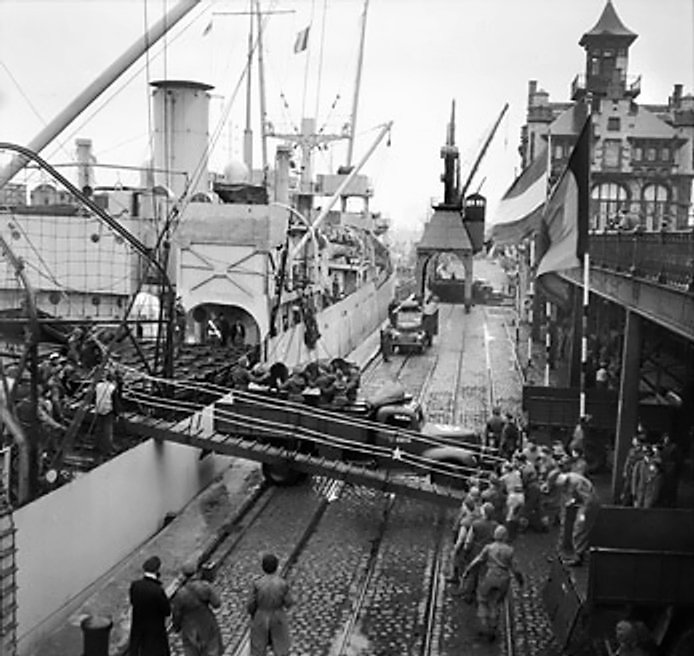
Vaporul canadian „Fort Cataraqui” în timpul operațiunilor de descărcare în portul Antwerp

Operațiunea „Infatuate II” a fost o debarcare amfibie la Westkapelle în dimineața zilei de 1 noiembrie. Sprijinul aerian în timpul debarcării a fost limitat de condițiile meteo nefavorabile. După un bombardament naval executat de unități ale Royal Navy (o navă de linie, două monitoare plus vasele de debarcare dotate cu tunuri), comandourile 41, 47 și 48 ale pușcașilor marini din Brigada Servicii Speciale și comandoul 10 interaliat (format în principal din militari belgieni și norvegieni), sprijinite de vehicule blindate specializate ( „Drăciile lui Hobart”) au debarcat pe ambele laturi ale breșei spărturii din dig. Au izbucnit lupte grele atât pe țărm cât și în orașul ruinat. O parte a trupelor s-a deplasat spre sud-est spre Vlissingen, în timp ce grosul unităților a plecat spre nord-est, să curețe de elementele inamice nordul insulei Walcheren și să facă joncțiunea cu trupele canadiene, care cuceriseră un cap de pod pe partea de est a acesteia. Germanii s-au opus energic înaintării aliate, iar luptele au continuat în zonă până pe 7 noiembrie.
Între 6 și 8 noiembrie a fost eliberată capitala insulei, Middelburg, după o acțiune în forță a militarilor dotați cu transportoare blindate. În acest timp, Divizia a 4-a de blindate canadiană a forțat înaintarea spre est prin Bergen-op-Zoom spre Insula Sint Philipsland și portul din Zijpe, unde a scufundat mai multe vase germane. 
După ce căile de acces spre Antwerp au trecut sub controlul aliaților, cele patru faze ale bătăliei de pe Scheldt s-au încheiat. Golful Scheldt a fost curățat de mine marine și, pe 29 noiembrie, după ce instalațiile portuare au fost reparate, primul convoi aliat a intrat în port, în frunte cu cargoul canadian „Fort Cataraqui”.

## Urmări

### Importanța operațiunii
După o ofensivă de cinci săptămâni, Armata I canadiană a reușit să captureze 41.043 de prizonieri germani. După ce primul vapor a acostat pe 28 noiembrie, convoaiele au început să descarce un flux continuu de provizii pe continent, care a revigorat înaintarea aliată spre inima Germaniei, înaintare care intrase în impas datorită problemelor logistice. Germanii au fost foarte conștienți de importanța cuceririi unui port cu ape adânci de către aliați și din acest motiv au încercat să distrugă danele din Antwerp, sau cel puțin să întrerupă activitatea de descărcare a vapoarelor. Pentru atingerea unui dintre aceste obiective, germanii au lansat mai multe rachete V-2 asupra Antwerp decât împotriva oricărei alte ținte. Aproape jumătate dintre rachetele V-2 lansate în timpul războiului au vizat Antwerpul. Portul Antwerp a fost considerat atât de important încât, în timpul Ofensivei din Ardeni, unul dintre obiectivele importante ale operațiunilor a fost recucerirea orașului și portului. 

### Controverse
Bătălia de pe Scheldt a fost apreciată diferit de istorici sau politicieni. Istoricul american Charles B. MacDonald a considerat că întârzierea cu care a fost cucerit controlul asupra navigației prin estuarul Scheldt a fost „Una dintre cele mai mari greșeli tactice ale războiului”. Datorită alegerilor strategice greșite făcute de aliați la începutul lunii septembrie, această bătălie a fost una dintre cele mai lungi și sângeroase ale armatei canadiene din cursul celei de-a doua conflagrații mondiale.
Opinia lui MacDonald contrastează în mod evident cu cea a lui Winston Churchill, premierul britanic din timpul Operațiunii Market Garden. Într-o telegramă din 9 octombrie 1944, Churchill a afirmat că: „În ceea ce privește Arnhem consider că ai luat o poziție un pic deplasată. Bătălia a fost o victorie decisivă. Nu am fost afectat de nici un sentiment de dezamăgire cu privire la aceasta și sunt bucuros că liderii noștri militari sunt capabili să își asume un așa risc”. 

## Resurse internet
- Materiale media legate de Bătălia de pe râul Scheldt la Wikimedia Commons
- en  Canadians on the Scheldt Arhivat în 13 august 2009, la Wayback Machine. Fotografii, informații cu privire la lupte și înregistrări video ale participării canadienilor la bătălie.
- en  Testaments of Honor, The Scheldt Arhivat în 28 noiembrie 2004, la Wayback Machine. Colecția digitală oficială a experiențelor participanților la luptele celei de-a doua conflagrație mondială.
- en  BBC, The Peoples War.
- en  War Amps of Canada Against All Odds, un documentar de Cliff Chadderton.
- en  Eliberarea Țărilor de Jos la „Canadian War Museum”
- en  The Calgary Highlanders Include informații istorice, hărți și descrieri ale principalelor bătălii la care au participat militarii canadieni.
- en  Canadiansoldiers.com Articol despre bătălia de pe râul Scheldt cu hărți și informații despre unitățile germane.
- en  Memoriile subofițerului Basil Woolf din Royal și mărturiile sale cu privire la bătălia de la Walcheren[nefuncțională]
.
- en  Contribuția olandezilor din Comandourile interaliate la operațiunile Infatuate I și Infatuate II. Arhivat în 20 octombrie 2020, la Wayback Machine.
- en  Memoriile lui of Joe Brown of Peebles (Bătăliile de la Flushing și Middelburg).